# Piramide van Djoser
De Piramide van Djoser is een trappenpiramide in Saqqara, het grafveld (necropool), dat bij de hoofdstad Memphis hoort. De piramide werd gebouwd door de Egyptische farao Djoser, de eerste koning van de 3e dynastie en ontworpen door zijn vizier Imhotep. De piramide dateert uit de 27e eeuw v.Chr. en is daarmee, voor zover bekend, het eerste gebouw dat volledig in steen was opgetrokken. De architect was Imhotep, de kanselier van de farao en hogepriester van de god Ra.

## Belang van Djoser
De Egyptenaren, wier wereldbeeld a-historisch en cyclisch was, zagen de regering van Djoser als een nieuw begin. Volgens hen verliep de geschiedenis, net als de natuur, volgens zich steeds herhalende wetmatigheden en werden ingedeeld in natuurfeesten en koningsjubilea. In de Turijnse koningspapyrus wordt alleen de naam van Djoser extra benadrukt. Djoser werd gezien als de uitvinder van monumentale bouwwerken in steen. Djoser deelde deze verdienste met zijn zoon, de opperbouwmeester Imhotep.

## Nieuw concept
Een koning diende de wereldorde, die door goden was geschapen, met rituele handelingen en plechtigheden te handhaven. Na zijn dood werd de koning vergoddelijkt en zijn functie van handhaver van de wereldorde duurde eeuwig voort. Elke koning diende daarom een eigen grafcomplex op te richten en de piramide diende als zetel voor het hiernamaals en voor het eeuwige Egypte. Het grafcomplex is een in steen gevormde uitbeelding van een staatsgedachte, die zich ontwikkelde uit de vereniging van het nomadische Boven-Egypte (het zuiden) en stedelijke Beneden-Egypte (het noorden, tot de lagergelegen Nijldelta), ten tijde van de eerste koning Menes. In het zuiden, hooggelegen en behoed tegen overstromingen, waren graven aanvankelijk kuilen, bedekt met een heuveltje zand. De oudste heersers van de stadstaten in het noorden konden hun graven daarentegen alleen op hoger gelegen hoogten bouwen. Die graven konden vanwege de hoge grondwaterstand geen diepe schachten hebben en het graf werd beschermd door een bovengronds gedeelte. Dit bovengrondse gedeelte in de noordelijke, hoger gelegen graven, ontwikkelde zich tot een huisgraf met met nissen gedecoreerde buitenmuren, de zogeheten Boetische mastaba. Deze Boetische mastaba wordt echter voor het eerst in een vorstengraf in Nagada aangetroffen, en in de grote nissenmastaba's in Saqqara (begin 1e dynastie van Egypte, dus direct met de regering van Hor-Aha). Djoser heeft de landschappelijk en cultureel gevormde grafcomplexen, de heuvel zand in het noorden en Boetische mastaba uit het zuiden, harmonieus samengevoegd. Waarschijnlijk hebben de Boetische mastaba's uit de 1e en 2e dynastie, op de begraafplaats in Saqqara, Djoser tot voorbeeld gediend voor zijn grafcomplex. Hij zou zelf aanzet hebben gegeven voor het nieuwe concept van de koningsresidentie voor het hiernamaals: de tot een heuvel opeengestapelde mastaba's. Hij werd daarbij door zijn bouwmeester Imhotep gesteund.
Een vernieuwing was ook de ligging van het hele complex: op de assen van de vier windrichtingen (met een afwijking van 3% ten opzichte van de toenmalige noord-zuidas).
Hoge stèles met de naam van Djoser en zijn koninginnen, beschermd door Anoebis, de dodengod, gaven de grenzen van het grafcomplex aan.

## De locatie
De piramide en het bijbehorende complex werden gebouwd op een plek waar al verschillende oudere mastaba's uit de 1e en 2e dynastie stonden. Het piramidecomplex van Djoser stond ten zuidwesten van dit mastabaveld. De plek waarop het complex werd gebouwd was al in gebruik door een aantal koningen uit de 2e dynastie. De graven die bekend zijn, zijn die van Hotepsechemoei en Nynetjer. Chasechemoei, de vader of schoonvader van Djoser, had een groot graf in Abydos én een reusachtig gangengraf in de vorm van een Boetische mastaba in Saqqara.
De regeerperiode van 19 jaar, zoals vermeld in het koningspapyrus van Turijn, is misschien niet toereikend voor de ontwikkeling van het grafcomplex, dat een grootse conceptie is van een eeuwig Egypte in het hiernamaals en moet misschien worden verdubbeld, wat gezien de telwijze in het Oude Egypte niet vreemd zou zijn. Volgens Manetho (Aegyptiaca) regeerde Thosorthros (Djoser) 29 jaar en werd hij voor zijn medische bekwaamheid Asklepios genoemd, was hij de uitvinder van de kunst met gehouwen stenen te bouwen en bestudeerde hij het schrift.

## Het grafcomplex van Djoser

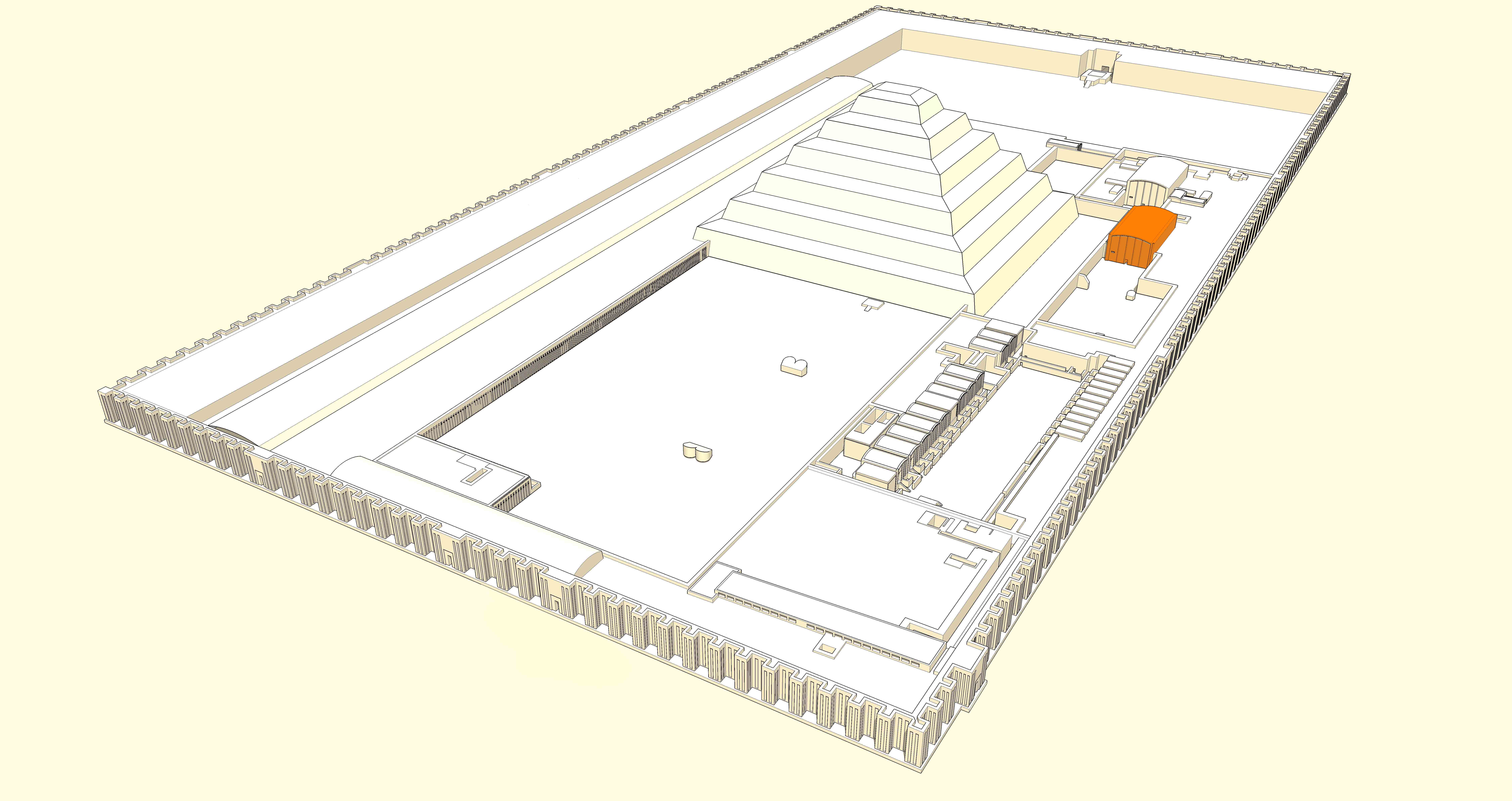
Overzicht van Djosers grafcomplex vanuit het zuidoosten: de ommuring van de nissenmuur met 14 schijnpoorten, in de zuidoosthoek de 15e poort en enige ingang, in het zuiden het zuidgraf, het groot ritueel hof tussen het zuidgraf en de trappiramide, rechtsvoor het kleine rituele hof met cultuskapellen, links het westelijk bouwmassief (graf van Chasechemoei, Djosers vader of schoonvader), in het midden de trappiramide met er onder het noordgraf van Djoser, achter de piramide het noordelijke hof. De dodentempel was in het noorden aan de piramide gebouwd met voor de inging de serdab-kapel, waar Djosers beeld in 1924-25 werd ontdekt.

De piramide bevond zich in een heel complex, dat zich binnen een rechthoekige omheining (544 × 277 m) met nissendecoratie bevond. De muur eromheen was 10,5-11 m hoog en had 15 poorten, maar had slechts in het zuidoosten één toegang. Deze toegangspoort is herbouwd. Voor die tijd had de muur enorme afmetingen, waar wel een stad in kon huizen.
Het grafcomplex van Djoser bestond uit:
- Een koer, ofwel de grote cultus of feesthof aan de zuidelijke en noordelijke kant. De zuidelijke hof en de kapellen van de kleine feesthof in het oostelijk deel, staat symbool voor de wereld van de levenden; de noordelijke hof de wereld van de doden.
- Het Heb-sed-hof, ofwel de kleine feesthof in het oostelijk deel met kapellen
- Kapellen
- Het serdab-hof met de serdab, een tegen de noordkant aan gebouwd kapelletje. De serdab beschermt de ingang van de dodentempel en de offerterreinen. In de Serdab stond het enige bewaard gebleven, bijna levensgrote beeld van Djoser. Het zittende beeld van Djoser is het eerste bewaard gebleven beeld van een Egyptisch heerser. Hij heeft de rituele sed-feestmantel omgeslagen en draagt een zware pruik, waarover de koningshoofddoek is gelegd. Op de voorkant van de troon staat de naam van Djoser, Netjeri-chet. Het werd in 1924-1925 ontdekt. Door twee gaten, die op ooghoogte waren aangebracht, kon het beeld van Djoser het verloop van de cultus op de voorhof overzien.
- Het zuidelijk huis
- Het zuidgraf buiten de ringmuur met een kapel met een uraeus-fries op de façade. Het zuidgraf is een lange mastaba in oostwestelijke richting. De kamer van het zuidgraf was te klein om als graf gediend te hebben. Ze werd leeg gevonden en vertoonde geen sporen van een begrafenis. Waarschijnlijk stond er een verplaatsbaar, verguld houten beeld. De kamer was, net als de noordelijke grafkamer, beveiligd: de ronde opening die er toegang toe gaf was afgesloten met een granieten blok van enkele tonnen, dat van bovenaf neergelaten werd. Rondom de grafkamers ligt een systeem van ondergrondse gangen. Daar lagen enorme hoeveelheden goederen voor het leven in het hiernamaals opgeslagen. Beide complexen (noord- en zuidgraf) hebben aan de oostzijde van de schachten een ander gangensysteem, met een rechthoekige omloop om een rots. De gangmuren zijn met blauwgroene faiencetegels gedecoreerd.
- Het noordelijk huis
- De trappenpiramide. Aan de oostzijde daalden elf schachten af naar gangen, 30 m diep onder het koningsgraf. Daar zou de koninklijke familie bijgezet worden. Alleen de vijf noordelijke gangen hadden muren van hout of steen. Er zijn een aantal albasten sarcofagen gevonden van kinderen, maar geen sarcofaag met de koningin. In de zes zuidelijke gangen zijn ongeveer 40.000 stuks vaatwerk gevonden van verschillende vorm en materiaal. Veel vazen dragen de naam van koningen uit de 1e en 2e dynastie.
- Het koningsgraf onder de piramide of de noordelijke granieten grafkamer kan om z'n afmetingen als graf gediend hebben. Daar werd in de 20e eeuw onder meer de vergulde schedelkap van Djoser gevonden.
- De dodentempel in het noorden waar de koning vereerd werd.
- Een langgerekt massief bouwwerk in het westen, waarvan men aannam dat het een magazijn was, maar dat waarschijnlijk het Beneden-Egyptische (dus noordelijke) graf van Chasechemoei is, de laatste koning van de 2e dynastie en de vader of schoonvader van Djoser. Dit terrein werd toegevoegd, toen er meer oppervlak nodig was door de verhoging en uitbouw van de oorspronkelijke trapmastaba tot een zestrappige piramide.

Waarom er twee graven, waarvan de plattegronden onder de grond vrijwel gelijk zijn, in één grafcomplex voorkomen, is een onopgehelderde vraag. Het zuidelijke en noordelijke graf stonden symbool voor de koningsbegraafplaatsen van Abydos en de Beneden-Egyptische residentie. Beide grafkamers zijn met muren van grote granietblokken gebouwd, aan het eind van een 28 m diepe schacht.
De meeste gebouwen uit die tijd werden opgevuld met rommel, maar de gebouwen op dit terrein werden prachtig versierd met groen-blauwe tegeltjes.
De gebouwen in het complex waren gebouwd van natuursteen. Dit waren de eerste geheel uit steen opgetrokken gebouwen in de historie. De gebouwen zijn uit de tijd van de 2e dynastie. Veel lijken (zoals de heb-sed-hof) qua vorm op hiërogliefen. Onderzoek heeft aan het licht gebracht, dat een deel van de gebouwen nadat ze opgeleverd werden door Imhotep onmiddellijk weer werden begraven. Blijkbaar waren ze niet bedoeld voor de levenden maar voor de doden.

## De piramide
De trappenpiramide is oorspronkelijk niet als dusdanig opgezet, maar begon als mastaba, een klassieke Egyptische grafvorm. In latere stadia werd het grondvlak vergroot, tot uiteindelijk 126 bij 109 meter, en werden steeds kleinere mastaba's als trappen toegevoegd. Uiteindelijk kwamen er zes trappen voor een totale hoogte van meer dan 60 meter. Onder de piramide zijn er verschillende galerijen en kamers en een van die kamers is de eigenlijke grafkamer. Er is in de zuidmuur een klein graf, waarin het Ka-beeld van de farao stond. De naam trappenpiramide stamt niet uit de oudheid maar uit de 19e eeuw. Het bouwwerk heet zo omdat de piramide geen wiskundige piramide is, maar als het ware uit trappen bestaat. De piramide kan gezien worden als het helder is uit Caïro.
De piramide is in verschillende lagen gebouwd. Er kunnen een aantal fases worden onderscheiden namelijk:
- M1: Een perfecte mastaba met een kern van lokaal natuursteen met eromheen kalksteen met eromheen een muur.
- M2: Wanneer het eerste stuk was afgebouwd werd het uitgebreid met vier meter bij beide zijden maar niet zo hoog als het origineel, hierdoor leek het al op een kleine trappenpiramide.
- M3: Het bouwwerk werd weer uitgebreid met acht en halve meter, deze weer kleiner dan de rest.
- P1: Drie kleinere mastaba's werden op de oorspronkelijke mastaba gezet zodat dit een trap werd naar de hemel en uittorende in het landschap.
- P2: De piramide werd uitgebreid in het noorden en het westen en een klein beetje in het zuiden en oosten van de piramide. Nog twee trappen werden erop gezet.

Ondergronds was een heel gangenstelsel aangelegd. Oorspronkelijk kon men via een trappenweg naar beneden toe naar het centraal gelegen graf. Later werd dit vervangen door een schacht die meer schuin naar beneden ging naar het graf toe. Beneden waren er drie voorraadkamers die zuidelijk, oostelijk en noordelijk van het graf lagen. Verder was er nog een valse deur, kenmerkend voor het Oude rijk.